# 2872 Gentelec
2872 Gentelec eller 1981 RU är en asteroid i huvudbältet som upptäcktes den 5 september 1981 av Oak Ridge-observatoriet. Den är uppkallad efter GTE Research Laboratories.
Asteroiden har en diameter på ungefär 13 kilometer.